# Parnassius charltonius
Parnassius charltonius – gatunek motyla z rodziny paziowatych (Papilionidae). Spotykany jest na wysokościach od 2700 do 3900 m n.p.m. 
Zasięg występowania obejmuje Afganistan, Kirgistan, wschodni Uzbekistan, Tadżykistan, Pakistan, północne Indie (Dżammu i Kaszmir, Himachal Pradesh i Uttarakhand), Tybet i Chiny. Podgatunek nominatywny objęty jest w Indiach ochroną prawną.